# 烈火焚身
《烈火焚身》是一部加拿大戰爭電影，由丹尼·維勒納夫執導，魯比娜·艾茲巴爾 、梅麗莎·德索蒙斯-波林、馬克西姆·葛迪特、雷尼·吉納德主演。該片改編自加拿大法語作家瓦吉·穆阿瓦德的同名劇作，講述了一對加拿大法裔雙胞胎姐弟循著母親的遺囑，前往母親位於中東的祖國尋找素未謀面的父親與兄長，卻意外扯出母親在一場血腥內戰中不為人知的過去。雖然這個國家沒有命名，但影片中的事件深受黎巴嫩內戰的影響，尤其是政治犯索哈·貝查拉的故事。這部電影主要在蒙特利爾拍攝，在約旦度拍攝了兩星期。它於 2010 年 9 月在威尼斯和2010年多倫多國際影展
首映，並於 2010 年 9 月 17 日在魁北克上映。它在加拿大和國外獲得了一致好評，並贏得了無數獎項。获得第31届吉尼獎最佳影片、最佳导演等8个奖，入围第83届奥斯卡金像奖最佳外语片。

## 劇情
住在加拿大的雙胞胎西蒙與珍近日剛經歷母親納娃的離世，在公證人尚的聯絡下去處理母親後事。尚將納娃的遺囑傳達給兩人，他們意外得知自己還有一對從未謀面過的父親與兄長，納娃囑咐兒女各自找出他們的身分並將兩封信交允兩人，如未完成此事，自己只會接受赤裸下葬並不設墓碑。西蒙得知母親反常的遺願後大為光火，珍則對納娃的過去感到好奇，她回想起納娃死前的時光，當時母女正在公共泳池放鬆，忽然間珍注意到納娃神情呆滯地坐在椅子上，不久後便陷入一場大病離世。珍在她大學教授尼姆的鼓舞下開始策畫旅程，僅有的線索只有納娃的家鄉位於德翁、曾在達黑什的大學學習法文、生父於戰爭中死在了達黑什，以及在家中找到了納娃年輕時於不明設施內拍攝的照片，收拾行囊後便前往納娃於中東的祖國。
故事穿插年輕納娃的回憶，時間回到1970年，納娃打破基督教家族規矩，與巴勒斯坦裔的穆斯林男友瓦哈巴相愛，兩人決定私奔，卻被納娃的兄長們攔截，他們槍殺了瓦哈巴並想一同對納娃榮譽處決，祖母即時趕到阻止了他們。祖母氣憤納娃的行徑之餘也意外得知納娃懷有身孕。納娃生下孩子的日子終於到來，祖母為了讓納娃不被其他家族成員所害，她要納娃承諾前往達黑什投靠叔叔然後就讀大學，作為交換祖母將會保護她的兒子，並將三個黑點紋在孩子的右腳後跟上，方便母子將來能以此為依據重逢，納娃同意了。
時間回到現代，珍進入達黑什大學數學系，與尼姆曾經的同事接觸，想了解對方是否認識自己母親，同事表明當年待在法國，珍轉而詢問語言學系的教授，他們認為納娃可能曾在校報工作，且納娃的照片似乎是在南方一所監獄卡法·利亞特拍攝。1974年，當時的納娃與堂妹為叔叔的報社撰稿，他們積極反對基督復興黨對巴勒斯坦移民的迫害，希望雙方衝突停止，然而復興黨卻封鎖了學校，南方也傳出基督教民兵與穆斯林民兵的交火，納娃擔心兒子的安危，踏上旅程回到家鄉，一路上目睹了大量嘗試逃到北方的難民。當納娃回到德翁後發現當地的孤兒院只收女童，在院工提醒下前往卡忽特的孤兒院，然而孤兒院已遭占西丁為首的穆斯林民兵燒毀，孩子們很有可能被帶往德雷薩，傷心的納娃只好繼續前行，並戴上頭紗搭乘一輛滿載穆斯林的巴士前往德雷薩。在路途上，巴士遭到基督教民兵攔截，司機在與士兵溝通無果後先被射殺，接著全車人也遭到掃射，納娃與一對穆斯林母女倖存下來，可是士兵打算放火毀滅證據，情急之下納娃拿出十字架表明基督教身分，並謊稱穆斯林女孩是她的孩子以拯救其性命，但女孩不肯與母親分離掙脫納娃，士兵發現真相立即處決了母女倆，留下絕望的納娃癱倒在原地。
在現代，珍回到了納娃曾經的家，但房子已經廢棄，於是去附近的村庄詢問，了解到一位名叫蘇哈的當地耆老或許有線索，前往對方家中作客。起初，對方熱情招待珍，但得知珍的母親曾是那位為瑪文家帶來醜聞的女兒後，不願再提供更多訊息，斥責珍想尋找生父卻不了解母親是怎樣的人。當年納娃在歷經巴士屠殺以後前往德雷薩，尋找數天後仍找不到兒子的身影，心灰意冷的她將戰爭過錯歸因於基督教民族主義者與其民兵，決心加入占西丁的軍隊進行復仇，組織要求她前去刺殺基督教民兵首腦。納娃後來假扮成法語家庭老師前往民兵首領家中教授其兒子，於一天早晨成功刺殺了對方，然而遭士兵活捉，並囚禁在卡法·利亞特接受拷問。
珍前去卡法·利亞特參觀，當地導遊提到此處於戰爭期間因為對囚犯不人道的虐待而遭國際社會多次譴責，珍想接觸當年的監獄看守，導遊推薦她面見曾在監獄任職，現為小學警衛的獄卒哈桑·法印。法印告訴珍，納娃後來被關在卡法·利亞特15年，由於常在獄中唱歌而被看守們冠以綽號「唱歌的女人」，自己曾看守納娃13年，不可能搞錯她的身分，又突然話鋒一轉要珍別繼續探究下去，但珍不依不撓，法印只好透露納娃在監獄幾年後，由於她堅決不肯開口，監獄派來一位名叫阿步塔雷的士兵虐待納娃，甚至多次強暴她，使得納娃懷有身孕，法印透露後來為納娃接生的護士的下落。珍認為納娃被強暴後生下的孩子極有可能是自己兄長，傷心之下打電話通知了西蒙這些消息。1980年代末，納娃於監獄中經常聽到其他女囚們的慘叫，為了掩蓋哭喊聲她開始習慣大聲唱歌。一天，終於輪到納娃被阿步塔雷問訊，男人打量納娃一陣子後性侵了她，納娃曾想過毆打子宮以流產，卻在獄卒的阻撓下失敗，後來透過護士的幫助，納娃最終產下了一對雙胞胎，士兵想把雙胞胎投進河裡，護士於心不忍救走了他們，取名為薩文與珍南。數年後，隨著內戰結束，經歷15年牢獄的納娃藉著占西丁的協助，帶著雙胞胎前往加拿大定居。
時間再次來到現代，西蒙在珍的求助以及尚的敦促下，不情願地前往中東找回妹妹，尚順便連絡了當地的公證人瑪達以找出更多關於兄長與生父的線索。瑪達協助珍和西蒙前去探望當年的監獄護士，然而通過護士的反應得知他們才是納娃被強暴生下的孩子，震驚的他們最終接受了阿步塔雷為父親的事實。瑪達經過打探後，告訴雙胞胎剩餘兄長的訊息，兄長名為尼哈德五月，因為在五月被送到孤兒院而得名，孤兒院被燒毀後很可能遭占西丁的民兵擄走，現在目標是與占西丁接觸獲知更多情報，為了引起他的注意，西蒙與尚經瑪達安排的司機護送下前往南方的穆斯林城鎮，詢問當地耆老關於尼哈德五月的訊息，同時透露西蒙為唱歌的女人的孩子。隨著消息不逕而走，占西丁派出手下聯絡西蒙進行一個小時的會面，占西丁告訴西蒙，尼哈德後來被他們訓練成一位聞風喪膽的狙擊手，在戰爭中殺敵無數，然而尼哈德的性格愈加扭曲，想通過不斷殺人甚至成為烈士，以讓失聯的母親有一天能在遺照上看到自己。在一次戰鬥中尼哈德被基督教民兵活捉為他們效力，並被對方派往卡法·利亞特，西蒙詢問尼哈德是否曾與阿步塔雷一起工作，占西丁否認了。畫面一轉來到晚上，珍來到西蒙房間詢問會面的事，西蒙只是語氣恍惚地反問珍：「一加一是否有可能等於一？」珍心領神會後失聲痛哭，原來尼哈德加入基督教民兵後改名為阿步塔雷，雙胞胎的兄長與生父、納娃失蹤多年的孩子與強暴她的兇手，皆為同一人。
時間來到納娃在泳池的那一天，納娃下水後不久注意到一位男人的右腳後跟上別有三個點的紋身，納娃認為對方極有可能為失散多年的尼哈德，於是上前攀談，但發現對方竟然是曾對自己施虐的阿步塔雷，尼哈德卻沒認出納娃的身分。尼哈德於戰爭過後也遷往加拿大，做著清潔工的工作成為一個平庸的人物。西蒙與珍完成旅程後回到加拿大，將交給父親與兄長的信一併給了尼哈德，在給父親的第一封信中，納娃的語氣充滿蔑視，認為雙胞胎與生父毫不相像相當幸運，在給兄長的第二封信裡，語氣充滿慈祥，稱尼哈德與雙胞胎一樣都是自己愛的結晶，讀完兩封信件後，尼哈德陷入了沉默。由於雙胞胎順利完成母親的遺願，尚也遞出納娃留給他們的信，兄妹倆體會到納娃的母愛後終於釋懷。在結局鏡頭裡，尼哈德穿著喪服來到納娃的墓碑前默默沉思。

## 演員
- 魯比娜·艾茲巴爾（英语：Lubna Azabal） 飾演 納娃·瑪文（Nawal Marwan）
- 梅麗莎·德索蒙斯-波林（英语：Mélissa Désormeaux-Poulin） 飾演 珍·瑪文（Jeanne Marwan）
- 馬克西姆·葛迪特 飾演 西蒙·瑪文（Simon Marwan）
- 雷尼·吉納德（英语：Rémy Girard） 飾演 尚·勒貝（Jean Lebel）
- Abdelghafour Elaaziz 飾演 Abou Tarek/Nihad "Nihad de Mai" Harmanni
- 艾倫·奧爾特曼 飾演 公證人瑪達（Notary Maddad）
- Mohamed Majd 飾演 Chamseddine
- Nabil Sawalha 飾演 Fahim
- Baya Belal 飾演 Maika
- Bader Alami 飾演 Nicolas
- Karim Babin 飾演 Chamseddine's guard
- Anthony Ecclissi 飾演 Lifeguard
- Joyce Raie 飾演 Student Journalist
- Yousef Shweihat 飾演 Sharif
- Celine Soulier 飾演 French Journalist
- Mher Karakashian 飾演 Chamseddine's assistant

## 製作

### 發展

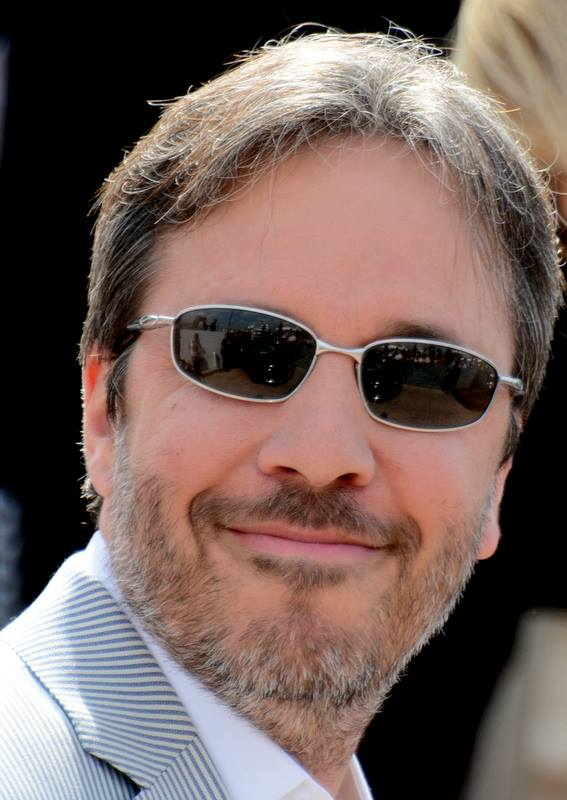
導演丹尼·維勒納夫 在看過瓦吉·穆阿瓦德 編寫的舞台劇《燃燒之火》(Incendies)於2004年在蒙特利爾演出後改編了該劇。

部分故事取材於索哈·貝查拉的生平。 故事取材於1975年至1990年黎巴嫩內戰期間發生的事件，但電影製作人試圖使故事的地點變得模糊，維勒納夫想以此暗喻所有發生戰亂的國家。
導演丹尼·維勒納夫 (Denis Villeneuve)於 2004 年在蒙特利爾的夸特索斯劇院(Théâtre de Quat'Sous)首次觀看了瓦吉·穆阿瓦德 (Wajdi Mouawad ) 的戲劇《燃燒之火》( Incendies )，他評論說“我有一種強烈的直覺，覺得自己置身於一部傑作前”。維勒納夫承認不熟悉阿拉伯文化，但將《烈火焚身》視為“帶有某種希臘悲劇元素的現代故事”。 在改編劇本時，維勒納夫在保留故事結構和人物的同時，將對白“全部”替換掉，甚至設想了一部無聲電影，但因費用高昂而放棄了這個想法。他向穆阿瓦德展示了一些已完成的場景，以說服最初不太情願的劇作家同意拍攝這部電影。維勒納夫在導演兩部電影之間花了五年時間編寫劇本。 穆阿瓦德後來稱讚這部電影“非常優雅”，並給予維勒納夫充分的信任。 該項目的預算為 650 萬加元，並獲得了加拿大電視電影公司 ( Telefilm Canada)的資助。

### 選角

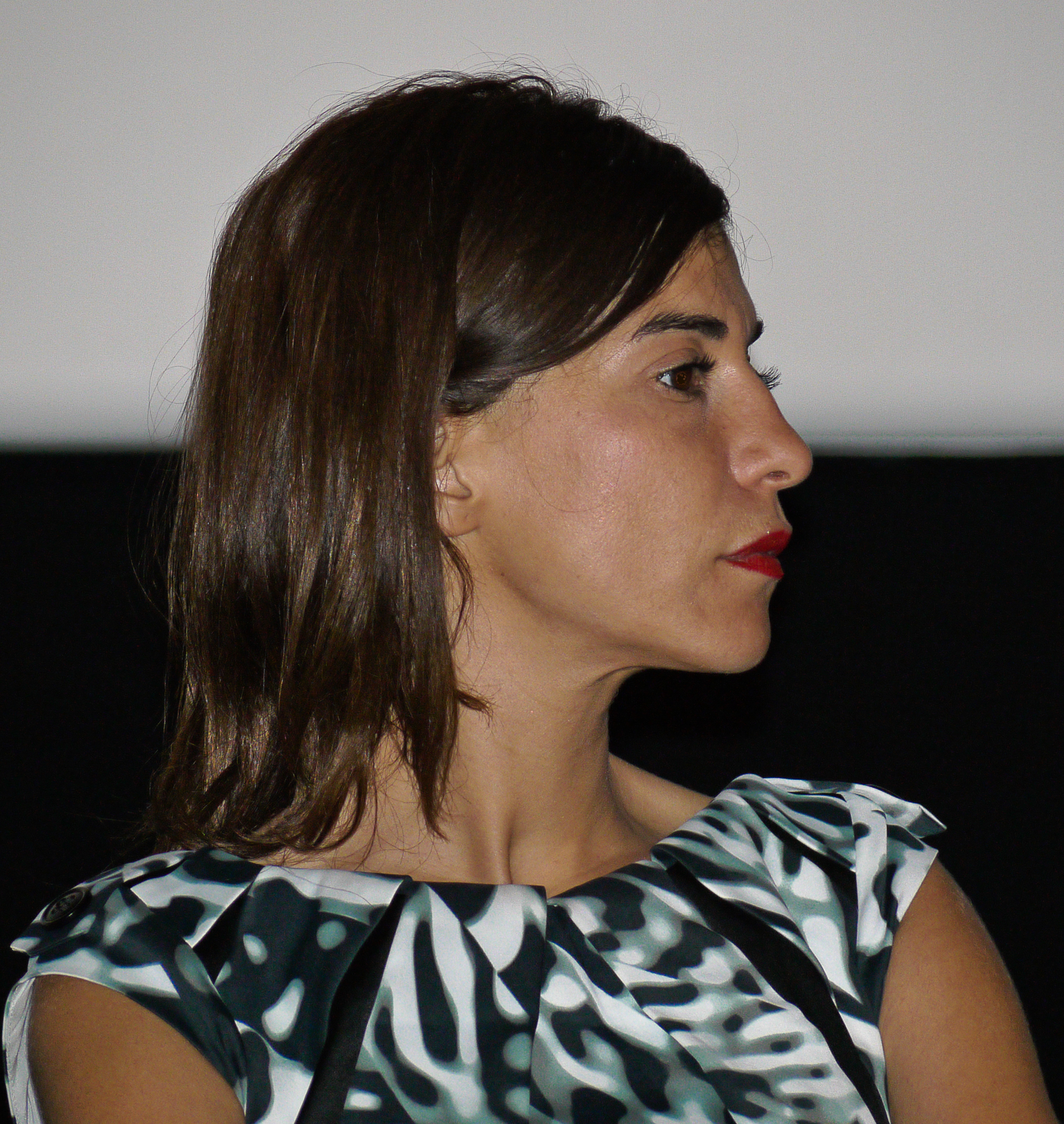
摩洛哥裔比利時女演員魯比娜·艾茲巴爾在龐大的選角過程中獲得飾演納娃的機會，以該角色贏得 比利時的第2屆馬格利特獎與加拿大的第31屆金尼獎。

對於女主角納娃來說，維勒納夫說他在加拿大各地廣泛尋找女演員。 他認為選角是最具挑戰性的，並且一度考慮使用兩到三位女演員來扮演這個角色，因為這個故事時間跨越了四十年。他終於在巴黎遇到了魯比娜·艾茲巴爾，一位具有摩洛哥-西班牙血統的比利時女演員 ，她在《天堂不遠》（2005）中“富有表現力和雄辯”的面孔引起了人們的興趣。雖然她30歲，但維勒納夫認為她看起來18歲，可以靠著化妝在整部電影中扮演這個角色。
維勒納夫選擇了加拿大女演員梅麗莎·德索莫-普林飾演珍，稱這個角色需要傾聽技巧，而德索莫-普蘭是“一位非常慷慨的女演員”。在《烈火焚身》之前，德索莫-普林以片酬低而聞名。 扮演公證人的蒙特利爾演員艾倫·奧特曼 (Allen Altman) 在試鏡前與一位方言教練一起工作了幾個小時，以培養法國和阿拉伯口音的融合。在約旦拍攝時，為了研究他的角色，演員馬克西姆·高德特 (Maxim Gaudette)參觀了安曼附近的一個巴勒斯坦難民營。

### 拍攝
影片在蒙特利爾和約旦拍攝。這部電影拍攝了 40 天，其中 15 天是在約旦度過的，維勒納夫的目標是確保不會有任何場景在不確定的狀況下被刪減。
對於在約旦拍攝的場景，維勒納夫動用了黎巴嫩和伊拉克的劇組人員，儘管他擔心戰爭場面會讓他們想起糟糕的經歷。然而，他說阿拉伯劇組人員們覺得“將這類故事搬上銀幕很重要”。 在約旦的一些拍攝是在首都安曼進行的。為了重現貝魯特，藝術總監安德烈萊恩博帕蘭特在安曼的一條街道上建造了岩石和碎片。

### 配樂
英國樂隊電台司令的專輯Amnesiac中的兩首曲目“You and Whose Army?” 和“Like Spinning Plates”在電影中使用。音樂被認為是電影中不可或缺的一部分，以至於在許多評論中都提到了音樂。影評人戴維·埃利希 (David Ehrlich) 寫道，“ 《烈火焚身》利用電台司令曲目的多重意義，通過讓觀眾遠離它來賦予影像力量”。維勒納夫說他讓“You and Whose Army?”從一開始就融入劇本，因為它的目的是“明確這部電影將是西方人對這個世界的看法”。 一位音樂評論家將其評為“電影中十大音樂時刻”的第一名。

## 發行
《烈火焚身》正式入選第第67屆威尼斯國際影展 、2010年特柳賴德電影節 、2010年多倫多國際影展 、2011年日舞影展 和 2011年新導演/新電影節。 該片於2011年1月在多倫多和溫哥華上映。
在美國，這部電影由索尼經典電影 發行。 當這部電影於2011年3月在貝魯特放映時，維勒納夫聲稱“很多人對我說我們應該給他們的孩子看這部電影，向他們展示父母曾經歷的一切”。

## 反響

### 票房
在加拿大，到2010年10月，這部電影的票房突破了100萬美元大關。到 2011年4月底，這部電影的票房收入達到470萬美元。僅在魁北克的劇院，《烈火焚身》就賺了300萬美元。它在該國被認為是成功的。
根據Box Office Mojo的數據，該片於2011年9月29日在美國上映，票房收入為2,071,334美元 根據The Numbers的數據，該片在北美的票房收入為6,857,096美元，在其他地區的票房收入為9,181,247美元，全球總票房為16,038,343美元。

### 專業評價
《烈火焚身》獲得了評論家的高度正面評價。評論聚合網站爛番茄基於 121 條評論報告了 93% 的正面評論，平均評分為 7.92/10。該網站的評論家一致認為，“它凌亂、冗長且有點誇張，但在《烈火焚身》令人印象深刻的表演和毀滅性的情感影響之前，這些缺點就顯得一點也不重要了。” 在Metacritic上，基於 42 條評論，這部電影的加權平均分為 80 分（滿分 100 分），表示“普遍好評”。
該片在所在國家和省份受到好評。蒙特利爾電影雜誌的 Kevin N. Laforest給了它 3.5 星（滿分 4 星）並寫道：“維勒納夫在這裡完成了他最好的作品”。 蒙特利爾公報的布倫丹·凱利 (Brendan Kelly) 給影片五顆星，稱其為“傑作”。 La Presse 的 Marc Cassivi聲稱這部電影超越了戲劇。多倫多星報的撰稿人彼得·豪厄爾 (Peter Howell)給影片四顆星，稱其為“一部具有多重啟示的指揮性影片”，是 2010 年的最佳影片，並稱讚魯比娜·艾茲巴爾  是“同類中的佼佼者”。然而，CBC 新聞對此不以為然，稱“維勒納夫的銀幕改編剝去了所有這些質地細膩的肉體，只留下了光禿禿的骨頭”。 柏林大學電影學者克勞迪婭·科特 (Claudia Kotte) 寫道，這部電影與《再見了，拉札老師》(2011) 和《愛在戰火迷亂時》(2012) 一起，代表了魁北克電影從關注地方歷史到關注全球問題的突破，《烈火焚身》中加入了戀母情結主題。 作者Gada Mahrouse、Chantal Maillé 和 Daniel Salée認為製片人金·麥高和盧克‧德里製作的電影：《烈火焚身》、《再見了，拉札老師》和《烈火摯愛》, 將魁北克描述為地球村的一部分並接受少數族裔，特別是中東人或“其他穆斯林”。
羅傑·埃伯特給這部電影打了三顆半星，說“它不僅僅是一部驚悚片，而且成功地展示了因為宗教信仰而仇恨他人是多麼愚蠢和徒勞”，而魯比娜·艾茲巴爾 “充滿說服力” . 他後來選擇這部電影作為他當年最喜歡的奧斯卡最佳外語片，儘管它輸給了丹麥的《更好的世界》 。倫納德·馬爾丁也給了這部電影三顆半星，稱其“堅韌、引人入勝”。 Ty Burr ，為波士頓環球報撰稿，給了這部電影三顆半星，稱讚公交車場景令人痛心，但稱劇末反轉“劇情轉折感覺太巧合了”，“讓觀眾開始用手指做數學邏輯問題而不是情感上的震驚”。《烈火焚身》被《紐約時報》的斯蒂芬·霍爾登評為2011 年 10 部最佳電影之一。 《洛杉磯時報》的貝齊·夏基稱其為維勒納夫“迄今為止最成功的作品”。許多評論稱讚了電台司令對歌曲“ You and Whose Army? ”的使用。電影的負面評論包括對劇情過度通俗劇和東方主義。

### 榮譽
2010 年 9 月 22 日，《烈火焚身》被選為代表加拿大參加第83屆奧斯卡金像獎。它於 2011 年 1 月 19 日進入候選名單，成為九部電影之一，並於 2011 年 1 月 25 日獲得奧斯卡最佳外語片獎提名。 
它在第 31 屆精靈獎中獲得了八項大獎，包括最佳電影獎、艾茲巴爾獲得最佳女主角獎和維勒納夫獲得最佳導演獎。.2009 年，維勒納夫憑藉電影《蒙特婁校園屠殺事件簿》與《烈火焚身》一起獲得羅傑斯最佳加拿大電影獎，這是第一位連續兩次獲得該獎項的加拿大電影製作人。 《烈火焚身》還獲得了Prix Jutra的最佳影片、導演、劇本、女演員（艾茲巴爾 ）、剪輯、電影攝影、藝術指導、服裝和聲音獎。
它也是迄今為止唯一一部同時獲得多倫多國際電影節最佳加拿大電影獎和溫哥華國際電影節最佳加拿大電影獎的影片。

## 外部連結
- 開眼電影網上《烈火焚身》的資料（繁體中文）
- 豆瓣电影上《焦土之城》的資料 （简体中文）
- 时光网上《焦土之城》的資料（简体中文）
- AllMovie上《烈火焚身》的资料（英文）
- 爛番茄上《烈火焚身》的資料（英文）
- Box Office Mojo上《烈火焚身》的資料（英文）
- TCM电影资料库上《烈火焚身》的资料（英文）
- Metacritic上《烈火焚身》的資料（英文）
- 互联网电影数据库（IMDb）上《烈火焚身》的资料（英文）